# Sylvia Jörrißen

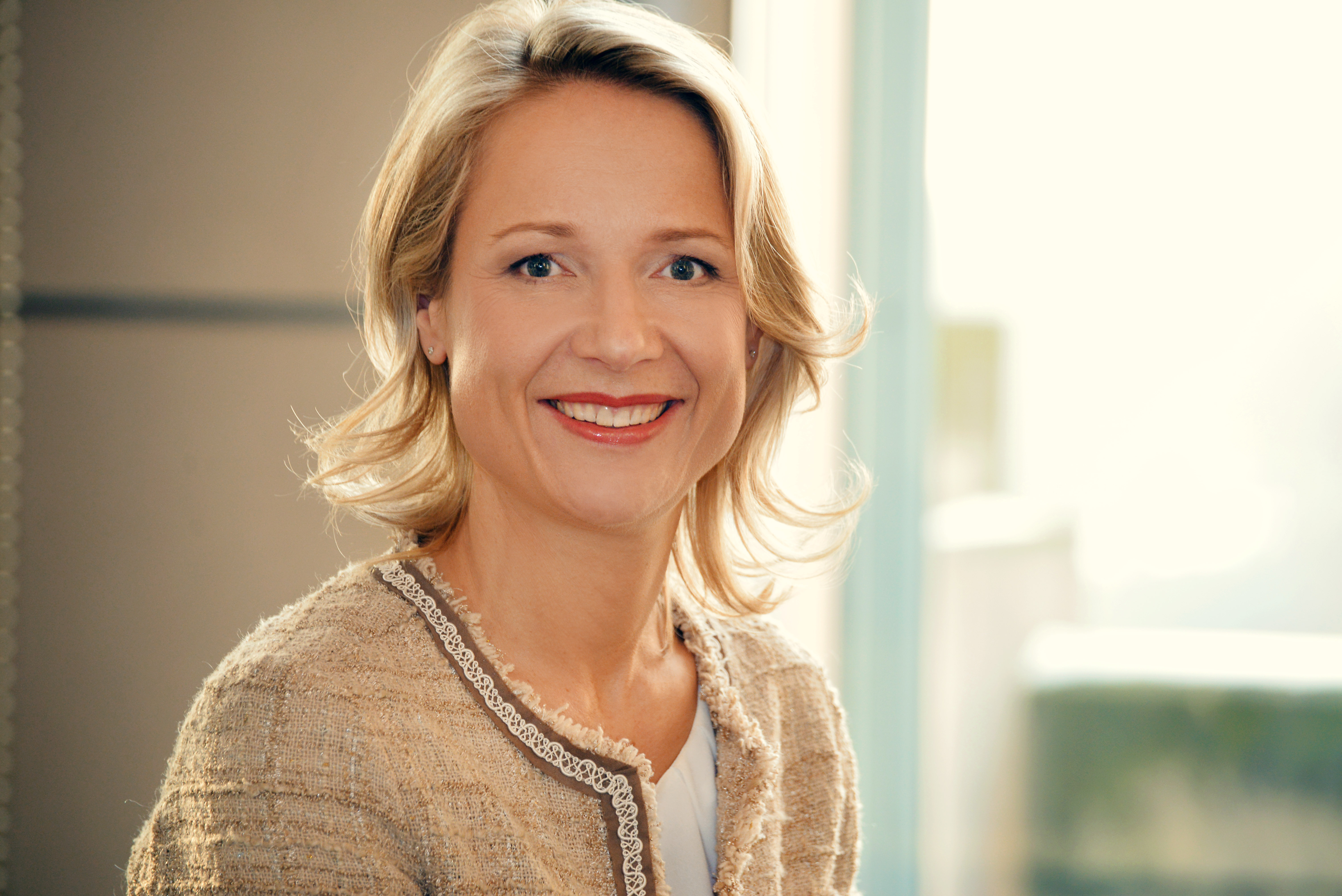
Sylvia Jörrißen (2014)

Sylvia Sabine Jörrißen (* 29. November 1967 in Oberhausen) ist eine deutsche Politikerin (CDU). Von 2013 bis 2017 war sie Mitglied des Deutschen Bundestages.

## Leben

### Schule und Ausbildung
Durch mehrere berufsbedingte Umzüge des Vaters, zog Jörrißen nach Zwischenhalten in Meerbusch sowie in Herford, 1976 mit ihrer Familie nach Hamm. Dort besuchte sie bis 1978 die Grundschule, worauf sie danach auf das Gymnasium Hammonense wechselte. Nach dem Abitur 1987 begann sie eine Banklehre bei der Deutschen Bank, welche sie 1989 erfolgreich abschloss.

### Beruf und Studium
Nachdem Jörrißen ihre Lehre 1989 erfolgreich zur Bankkauffrau absolviert hatte, arbeitete sie bis zum Jahr 1993 im Überregionalen Förderkreis der Deutschen Bank in Hamm und Osnabrück. Anbei machte sie ab 1991 ein nebenberufliches Studium an der Bankakademie Dortmund und beendete dies im Jahr 1992 mit dem Abschluss Bankfachwirtin. Nach dem Mutterschutz sowie den Erziehungsurlaub ihrer drei Kinder, arbeitet Jörrißen seit 2003 als freiberufliche Hausverwalterin. Seit sie als Bundestagsabgeordnete in Berlin tätig ist, führt die Geschäfte ein Mitarbeiter weiter. Seitdem Jörrißen 2017 den Einzug in den Bundestag verfehlte, war sie zunächst bei der Wohnungsbaugesellschaft Vivawest angestellt. Seit 2021 ist sie Geschäftsführerin der Städtischen Baugesellschaft Ennigerloh.

### Politische Laufbahn
Jörrißen trat im Jahr 2003 der CDU bei und ist dort in der Ortsunion Heessen Mitglied. Bei den Bezirksvertretungswahlen im Jahr 2004, wurde sie in die Bezirksvertretung Hamm-Heessen gewählt. Seit 2008 war sie dort Bezirksvorsteherin und wurde bei den erneuten Wahlen im Jahr 2009 mit 18 von 19 Stimmen von den Bezirksvertretern als Bezirksvorsteherin bestätigt. Bei der Bundestagswahl 2013 trat sie für ihre Partei für den Wahlkreis 145 (Hamm-Unna II) als Direktkandidatin an. Bei der Wahlkreisvertreterversammlung der CDU am 27. September 2012 in Hamm, hatte sie dazu 137 von den 150 Stimmen (91,3 %) der Delegierten erhalten. Des Weiteren ist Jörrißen seit 2004 Mitglied im Kreisvorstand der Frauen Union Hamm (Beisitzerin), seit 2005 Mitglied im Vorstand des CDU-Ortsverbandes Heessen (seit 2007 als Stellvertretende Vorsitzende) und seit 2009 Mitglied des Kreisvorstandes der CDU Hamm. Dabei war sie von 2011 bis 2013 als Schriftführerin tätig. Bei der Bundestagswahl am 22. September 2013 zog sie über die Landesliste der CDU NRW in den 18. Deutschen Bundestag ein, nachdem sie gegen ihren Konkurrenten von der SPD, Michael Thews, den Wahlkreis knapp nicht direkt gewinnen konnte. Im von der SPD dominierten Wahlkreis fehlten ihr lediglich 3,9 % der Stimmen dazu. Jörrißen ist die erste Frau ihrer Partei, die als Bewerber für diesen Wahlkreis gewählt worden ist. Nach Erlangung des Bundestagsmandats legte sie das Amt der Bezirksvorsteherin nieder. Nachfolger als Bezirksvorsteher in Heessen wurde Heinrich Klockenbusch. Bei der Bundestagswahl 2017 verfehlte sie den Wiedereinzug in den Bundestag.
Im Bundestag war sie ordentliches Mitglied des Ausschusses für Umwelt, Naturschutz, Bau und Reaktorsicherheit und stellvertretendes Mitglied des Ausschusses für Recht und Verbraucherschutz sowie des Ausschusses für Verkehr und digitale Infrastruktur. Am 20. Februar 2014 hielt Jörrißen ihre erste Rede im Deutschen Bundestag. Thema war hierbei ein Antrag der Linksfraktion. „Mieterhöhungsstopp jetzt“.

## Privates
Sylvia Jörrißen ist mit dem Geschäftsführer der Hammer Gemeinnützigen Baugesellschaft (HGB) Thomas Jörrißen verheiratet, hat drei Söhne und lebt mit ihrer Familie in Heessen. Sie engagiert sich seit 2011 als Geschäftsführerin im Förderverein Schloss Oberwerries e.V. und seit 2007 als Schatzmeisterin im Förderverein Gymnasium Hammonense. Ihr Vater ist der langjährige FDP-Ratsherr Norwin Wegner.

## Aktivitäten
Sie ist eine der Initiatoren des Projektes Blickfänge im Stadtbezirk und hat selbst bereits ein Objekt gesponsert.